# Pont-de-Salars
Pour les articles homonymes, voir Pont (toponyme).
Pont-de-Salars [pɔ̃ də salaʁ] est une commune française, située dans le département de l'Aveyron en région Occitanie. Elle fait donc partie de l'ancienne province du Rouergue.
Le patrimoine architectural de la commune comprend deux  immeubles protégés au titre des monuments historiques : le pont de Saint-Georges de Camboulas, inscrit en 1978, et l'église Saint-Georges, inscrite en 1987.

## Géographie

### Localisation
Le territoire de la commune de Pont-de-Salars  matérialise une fraction sud du Massif central. Il s'étend à la périphérie du Ségala, au Nord-Ouest du plateau du Lévézou, et est traversé par la rivière Viaur.

### Communes limitrophes
Les communes limitrophes sont  Canet-de-Salars, Flavin, Le Vibal, Prades-Salars, Ségur et Trémouilles.

### Hameaux
Les hameaux les plus importants, notamment sur le plan historique sont Méjanès, le Puech Ventoux et surtout Saint-Georges et Camboulas.

### Hydrographie

#### Réseau hydrographique

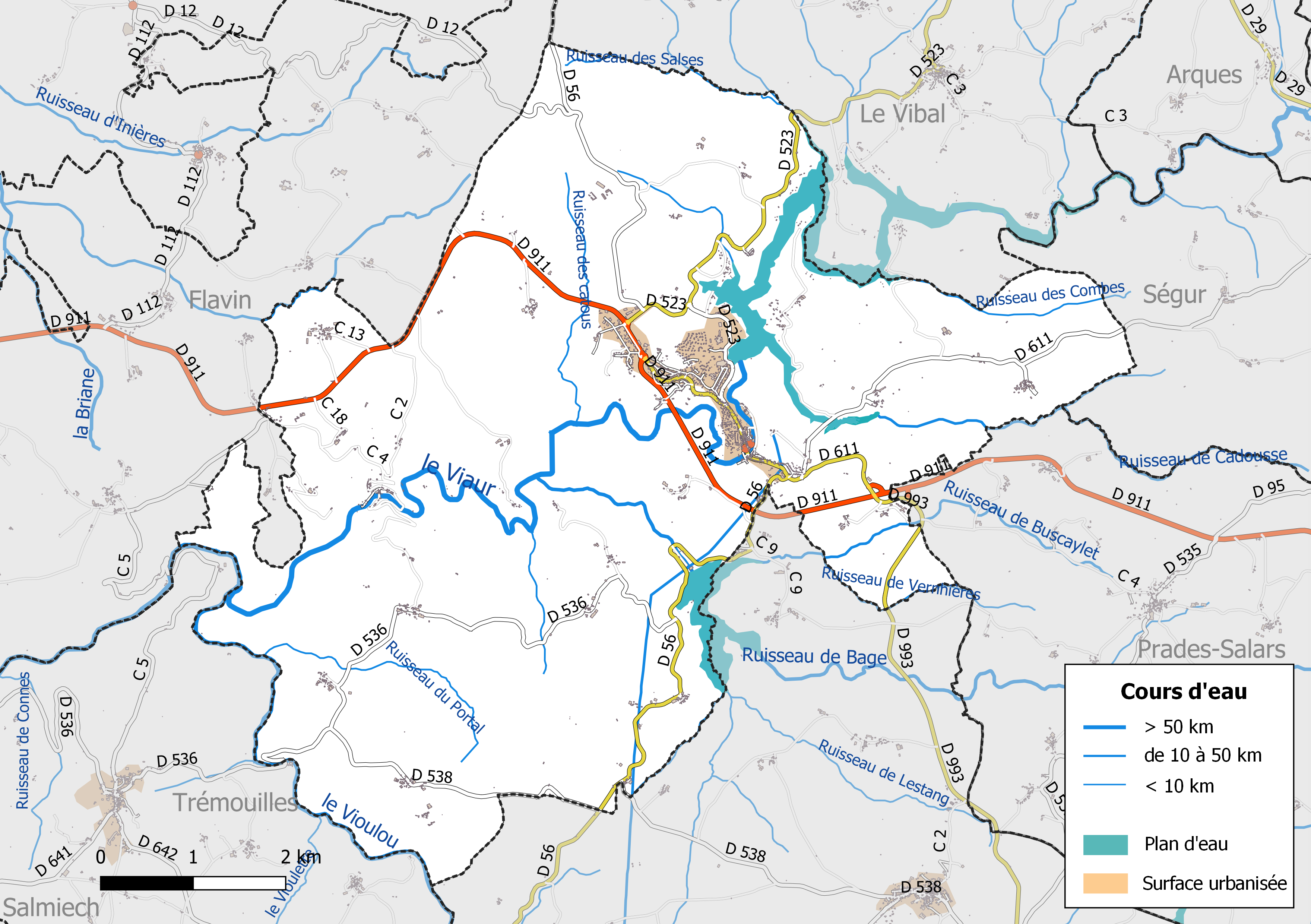
Réseaux hydrographique et routier de Pont-de-Salars.

La commune est drainée par le Viaur, le Vioulou, le Ruisseau de Bage, le ruisseau de Buscaylet, le ruisseau de Cadousse, le ruisseau de Ferrieu, le ruisseau de la Franquèze, le ruisseau de Lestang, le ruisseau des catous, le ruisseau des Combes, le ruisseau des Salses, le ruisseau de Vernhières, par divers petits cours d'eau.
Le Viaur prend sa source à 1 086 m d’altitude dans la région naturelle du Lévézou qui présente un relief vallonné, dans la commune de Vézins-de-Lévézou pour confluer, après avoir parcouru environ 168 km, avec l'Aveyron à 146 m d’altitude en limite de Laguépie (Tarn-et-Garonne) et Saint-Martin-Laguépie (Tarn), après avoir arrosé 30 communes.
Le Vioulou, d'une longueur totale de 33,1 km, prend sa source dans la commune de Castelnau-Pégayrols et se jette  dans le Viaur à Trémouilles, après avoir arrosé 9 communes.
Le Ruisseau de Bage, d'une longueur totale de 12,2 km, prend sa source dans la commune de Prades-Salars et se jette  dans lale Viaur  à Pont-de-Salars, après avoir arrosé 3 communes.
Deux lacs complètent le réseau hydrographique :
- Le lac de Bage est un lac de retenue lié au barrage du Bage, présentant une superficie de 53 ha[5].
- Le lac de Pont-de-Salars est un lac de retenue lié au barrage de Pont-de-Salars. Il est long d'environ 6 kilomètres pour 150 à 200 mètres de large. Il présente deux plages aménagées, la plage des Moulinoches et la plage des Rousselleries[6].

#### Gestion des cours d'eau
Afin d’atteindre le bon état des eaux imposé par la Directive-cadre sur l'eau du 23 octobre 2000, plusieurs outils de gestion intégrée s’articulent à différentes échelles pour définir et mettre en œuvre un programme d’actions de réhabilitation et de gestion des milieux aquatiques : le SDAGE (Schéma directeur d'aménagement et de gestion des eaux), à l’échelle du bassin hydrographique, et le SAGE (Schéma d'aménagement et de gestion des eaux), à l’échelle locale. Ce dernier fixe les objectifs généraux d’utilisation, de mise en valeur et de protection quantitative et qualitative des ressources en eau superficielle et souterraine. Trois SAGE sont mis en oeuvre dans le département de l'Aveyron.
La commune fait partie du SAGE du bassin versant du Viaur, approuvé le 28 mars 2018, au sein du SDAGE Adour-Garonne. Le périmètre de ce SAGE couvre 89 communes, sur trois départements (Aveyron, Tarn et Tarn-et-Garonne),. Le pilotage et l’animation du SAGE sont assurés par l’établissement public d'aménagement et de gestion des eaux (EPAGE) du bassin du Viaur, une structure qui regroupe les établissements publics de coopération intercommunale à fiscalité propre (EPCI-FP) dont le territoire est inclus (en totalité ou partiellement) dans le bassin hydrographique du Viaur et les structures gestionnaires de l’alimentation en eau potable des populations et qui disposent d’une ressource sur le bassin versant du Viaur. Il correspond à l’ancien syndicat mixte du Bassin versant du Viaur,.

### Climat
Pour des articles plus généraux, voir Climat de l'Occitanie et Climat de l'Aveyron.
En 2010, le climat de la commune est de type climat océanique altéré, selon une étude s'appuyant sur une série de données couvrant la période 1971-2000. En 2020, Météo-France publie une typologie des climats de la France métropolitaine dans laquelle la commune est exposée à un climat de montagne et est dans la région climatique Sud-est du Massif Central, caractérisée par une pluviométrie annuelle de 1 000 à 1 500 mm, minimale en été, maximale en automne.
Pour la période 1971-2000, la température annuelle moyenne est de 9,9 °C, avec une amplitude thermique annuelle de 15,7 °C. Le cumul annuel moyen de précipitations est de 1 071 mm, avec 11,5 jours de précipitations en janvier et 6,8 jours en juillet. Pour la période 1991-2020, la température moyenne annuelle observée sur la station météorologique la plus proche, située sur la commune de Canet-de-Salars à 6 km à vol d'oiseau, est de 10,2 °C et le cumul annuel moyen de précipitations est de 971,8 mm,. Pour l'avenir, les paramètres climatiques de la commune estimés pour 2050 selon différents scénarios d'émission de gaz à effet de serre sont consultables sur un site dédié publié par Météo-France en novembre 2022.

### Milieux naturels et biodiversité

#### Sites Natura 2000

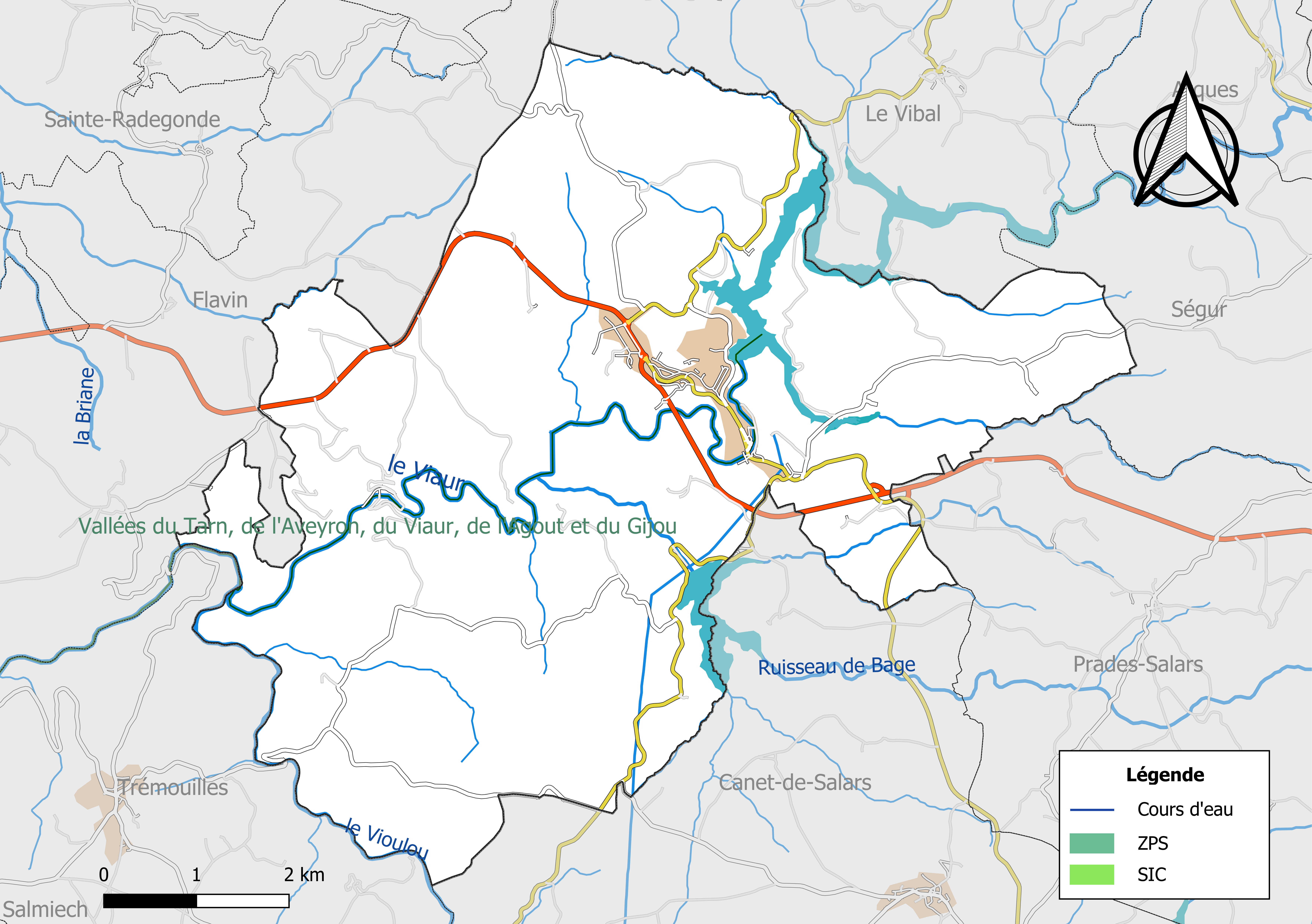
Sites Natura 2000 sur le territoire communal.

Le réseau Natura 2000 est un réseau écologique européen de sites naturels d’intérêt écologique élaboré à partir des Directives « Habitats » et « Oiseaux ». Ce réseau est constitué de Zones spéciales de conservation (ZSC) et de Zones de protection spéciale (ZPS). Dans les zones de ce réseau, les États Membres s'engagent à maintenir dans un état de conservation favorable les types d'habitats et d'espèces concernés, par le biais de mesures réglementaires, administratives ou contractuelles.
Un site Natura 2000 a été défini sur la commune au titre de la « directive Habitats » : 
Les « Vallées du Tarn, de l'Aveyron, du Viaur, de l'Agout et du Gijou », d'une superficie de 17 144 ha, s'étendent sur 136 communes dont 41 dans l'Aveyron, 8 en Haute-Garonne, 50 dans le Tarn et 37 dans le Tarn-et-Garonne. Elles présentent une très grande diversité d'habitats et d'espèces dans ce vaste réseau de cours d'eau et de gorges. La présence de la Loutre d'Europe et de la moule perlière d'eau douce est également d'un intérêt majeur.

#### Zones naturelles d'intérêt écologique, faunistique et floristique
L’inventaire des zones naturelles d'intérêt écologique, faunistique et floristique (ZNIEFF) a pour objectif de réaliser une couverture des zones les plus intéressantes sur le plan écologique, essentiellement dans la perspective d’améliorer la connaissance du patrimoine naturel national et de fournir aux différents décideurs un outil d’aide à la prise en compte de l’environnement dans l’aménagement du territoire.
Le territoire communal de Pont-de-Salars comprend quatre ZNIEFF de type 1, : 
- le « Bocage de Trappes » (63,10 ha), couvrant 2 communes du département[22] ;
- la « Rivière du Viaur » (697,7 ha), couvrant 18 communes dont 14 dans l'Aveyron et 4 dans le Tarn[23] ;
- la « Tourbière du Bial » (12,3 ha)[24] ;
- la « Zone humide de Vernet » (17 ha)[25] ;

et deux ZNIEFF de type 2, : 
- le « Ruisseau du Vioulou et lac de Pareloup » (1 684 ha), qui s'étend sur 6 communes de l'Aveyron[26] ;
- la « Vallée du Viaur et ses affluents » (27 587 ha), qui s'étend sur 56 communes dont 45 dans l'Aveyron, 10 dans le Tarn et 1 dans le Tarn-et-Garonne[27].

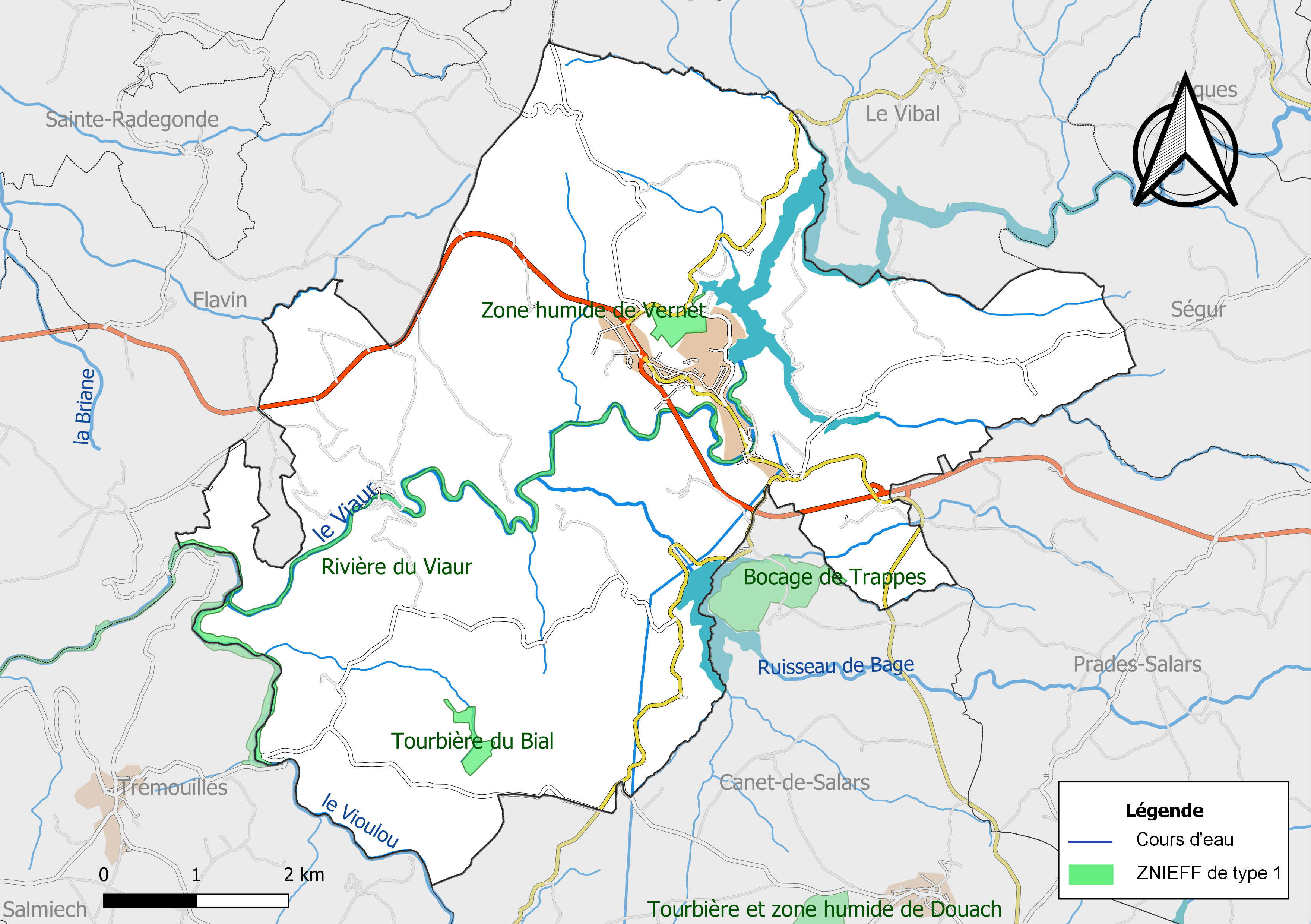
Carte des ZNIEFF de type 1 de la commune.
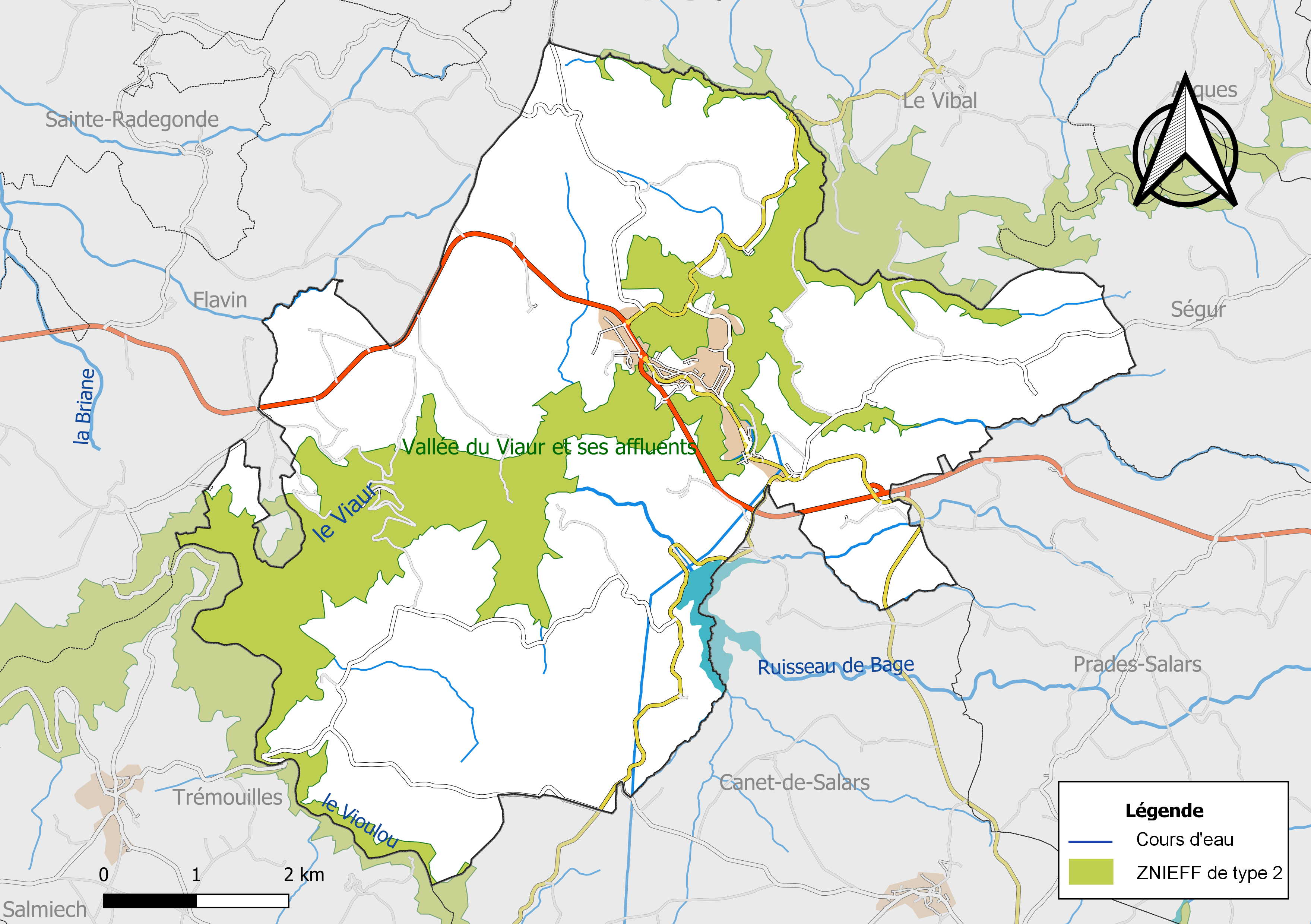
Carte des ZNIEFF de type 2 de la commune.

## Urbanisme

### Typologie
Au 1er janvier 2024, Pont-de-Salars est catégorisée bourg rural, selon la nouvelle grille communale de densité à sept niveaux définie par l'Insee en 2022.
Elle est située hors unité urbaine. Par ailleurs la commune fait partie de l'aire d'attraction de Rodez, dont elle est une commune de la couronne,. Cette aire, qui regroupe 68 communes, est catégorisée dans les aires de 50 000 à moins de 200 000 habitants,.

### Occupation des sols

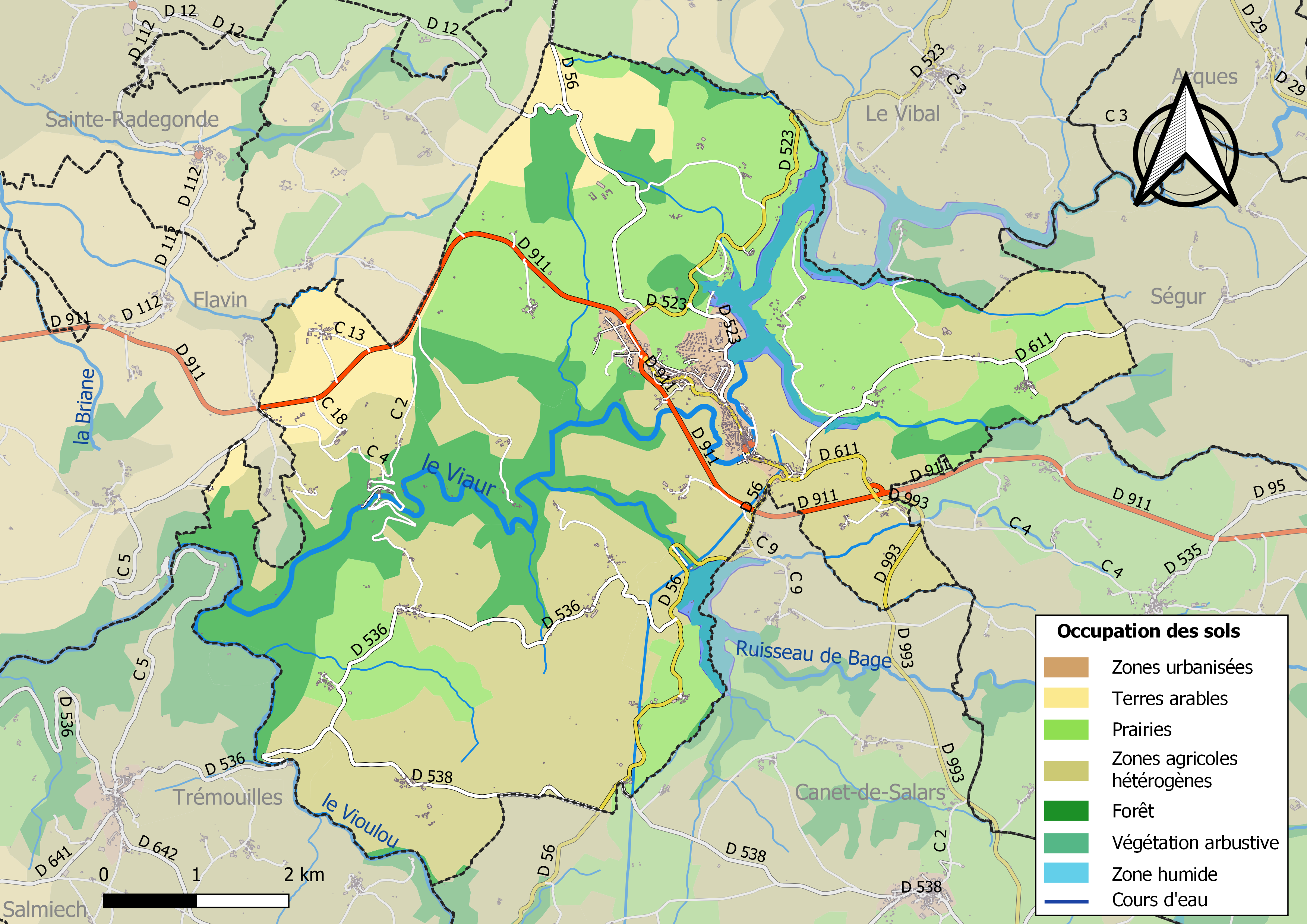
Infrastructures et occupation des sols de la commune de Pont-de-Salars.

L'occupation des sols de la commune, telle qu'elle ressort de la base de données européenne d’occupation biophysique des sols Corine Land Cover (CLC), est marquée par l'importance des territoires agricoles (75,9 % en 2018), une proportion sensiblement équivalente à celle de 1990 (76,6 %). La répartition détaillée en 2018 est la suivante : 
zones agricoles hétérogènes (40,6 %), prairies (28,5 %), forêts (18,9 %), terres arables (6,8 %), eaux continentales (2,8 %), zones urbanisées (2,4 %).

### Planification
La loi SRU du 13 décembre 2000 a incité fortement les communes à se regrouper au sein d’un établissement public, pour déterminer les partis d’aménagement de l’espace au sein d’un SCoT, un document essentiel d’orientation stratégique des politiques publiques à une grande échelle. La commune est dans le territoire du SCoT du Lévézou, prescrit en juin 2018. La structure porteuse est le Pôle d'équilibre territorial et rural du Lévézou, qui associe deux communautés de communes, notamment la communauté de communes du Pays de Salars, dont la commune est membre
La commune disposait en 2017 d'un plan local d'urbanisme approuvé. Le zonage réglementaire et le règlement associé peuvent être consultés sur le Géoportail de l'urbanisme.

### Risques majeurs
Le territoire de la commune de Pont-de-Salars est vulnérable à différents aléas naturels : climatiques (hiver exceptionnel ou canicule), feux de forêts et séisme (sismicité faible).
Il est également exposé à deux risques technologiques, le transport de matières dangereuses et la rupture d'un barrage, et à un risque particulier, le risque radon,.

#### Risques naturels
Le Plan départemental de protection des forêts contre les incendies découpe le département de l’Aveyron en sept « bassins de risque » et définit une sensibilité des communes à l’aléa feux de forêt (de faible à très forte). La commune est classée en sensibilité faible.
Les mouvements de terrains susceptibles de se produire sur la commune sont liés à la présence de cavités souterraines localisées sur la commune,.

#### Risques technologiques
Le risque de transport de matières dangereuses sur la commune est lié à sa traversée par une route à fort trafic et une canalisation de transport de gaz. Un accident se produisant sur de telles infrastructures est en effet susceptible d’avoir des effets graves au bâti ou aux personnes jusqu’à 350 m, selon la nature du matériau transporté. Des dispositions d’urbanisme peuvent être préconisées en conséquence.
Dans le département de l'Aveyron on dénombre huit grands barrages susceptibles d’occasionner des dégâts en cas de rupture. La commune fait partie des 64 communes susceptibles d’être touchées par l’onde de submersion consécutive à la rupture d’un de ces barrages.

#### Risque particulier
Dans plusieurs parties du territoire national, le radon, accumulé dans certains logements ou autres locaux, peut constituer une source significative d’exposition de la population aux rayonnements ionisants. Toutes les communes du département sont concernées par le risque radon à un niveau plus ou moins élevé. Selon le dossier départemental des risques majeurs du département établi en 2013, la commune de Pont-de-Salars est classée à risque moyen à élevé. Un décret du 4 juin 2018 a modifié la terminologie du zonage définie dans le code de la santé publique et a été complété par un arrêté du 27 juin 2018 portant délimitation des zones à potentiel radon du territoire français. La commune est désormais en zone 3, à savoir zone à potentiel radon significatif.

## Toponymie
L'origine du mot Salars est inconnue, cependant plusieurs hypothèses circulent comme celle le faisant dériver du mot sel, le bourg étant connu au Moyen Âge pour la route du Sel (salars) avec droit de passage (sur le pont).

## Histoire
Le bourg chef-lieu de Pont-de-Salars est le plus important du Lévézou (au sens restreint) en nombre d'habitants. Il doit son développement au fait qu'il se situe sur un passage du Viaur facilité par la construction de la route militaire (D911) de Montauban à Millau au XVIIIe siècle.
En fait, le bourg initial correspondait au village de Salars, sur la butte, dont il ne reste aujourd'hui que sa chapelle (XIe siècle). Avec la construction de la route D911, le bourg s'est développé autour du pont le long de la route d'où son nom actuel.

## Politique et administration

### Découpage territorial
La commune de Pont-de-Salars est membre de la communauté de communes du Pays de Salars, un établissement public de coopération intercommunale (EPCI) à fiscalité propre créé le 31 décembre 1996 dont le siège est à Pont-de-Salars. Ce dernier est par ailleurs membre d'autres groupements intercommunaux.
Sur le plan administratif, elle est rattachée à l'arrondissement de Millau, au département de l'Aveyron et à la région Occitanie. Sur le plan électoral, elle dépend du  canton de Raspes et Lévezou pour l'élection des conseillers départementaux, depuis le redécoupage cantonal de 2014 entré en vigueur en 2015, et de la troisième circonscription de l'Aveyron  pour les élections législatives, depuis le dernier découpage électoral de 2010.

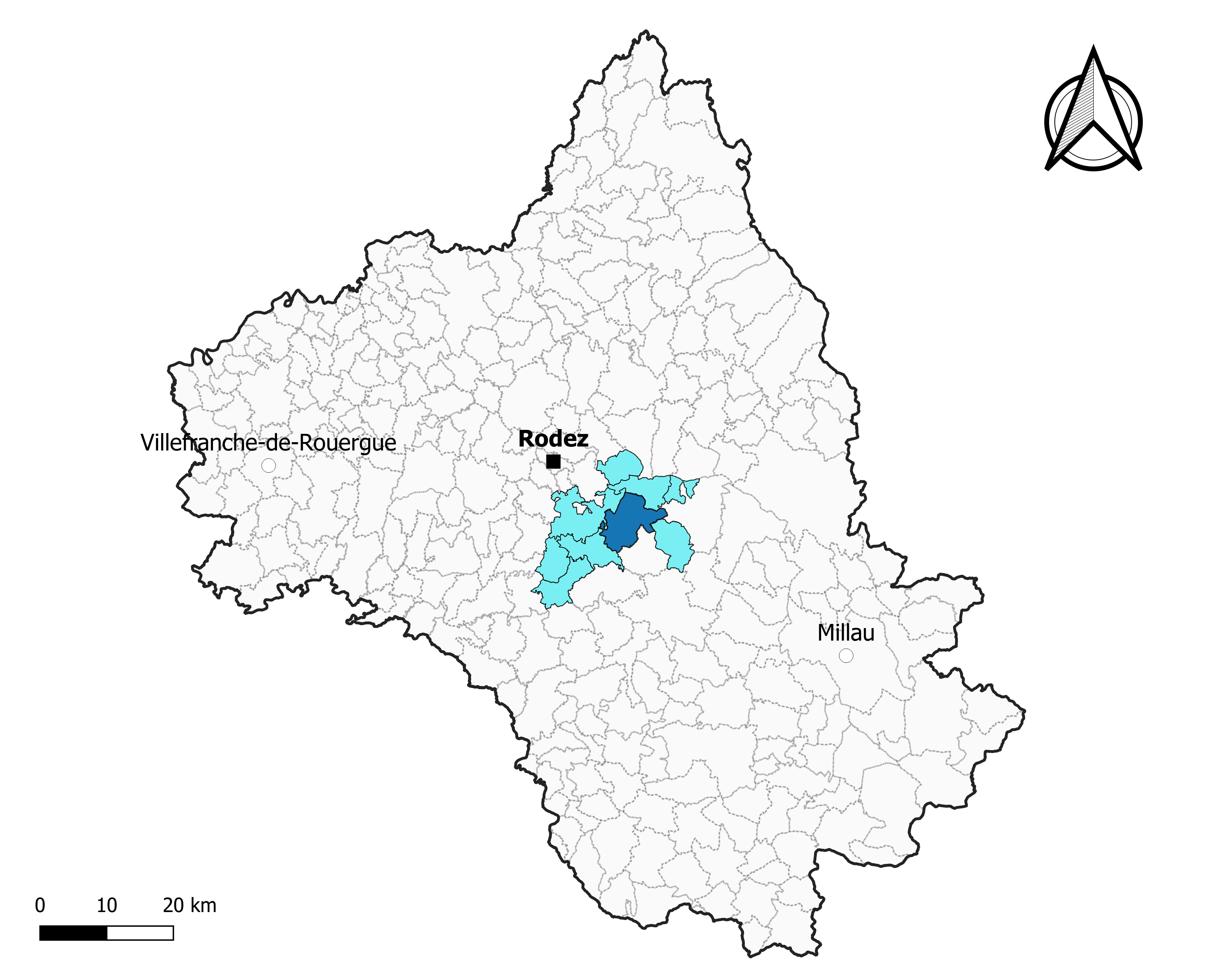
Pont-de-Salars dans l'intercommunalité en 2020.
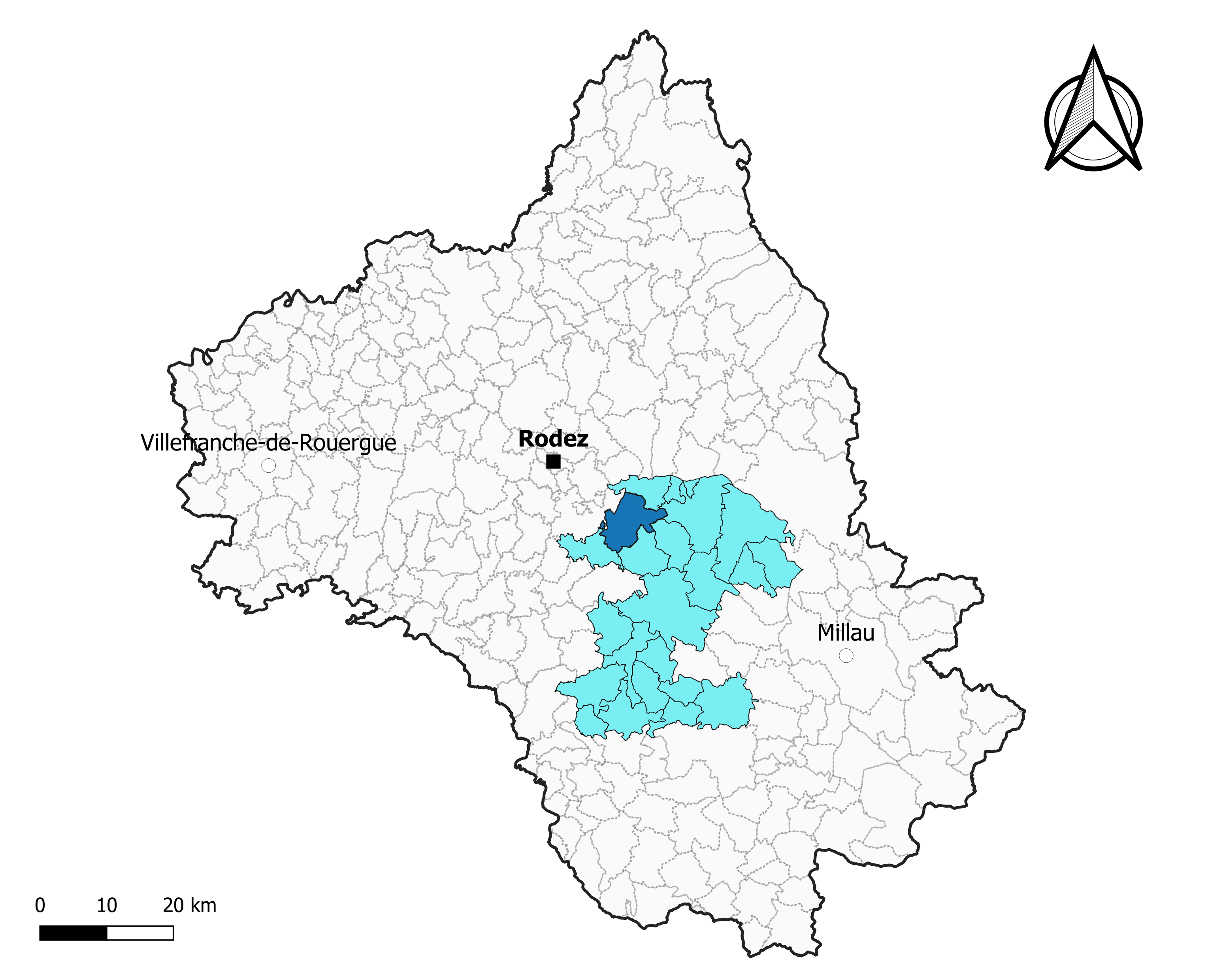
Pont-de-Salars dans le canton de Raspes et Lévezou en 2020.
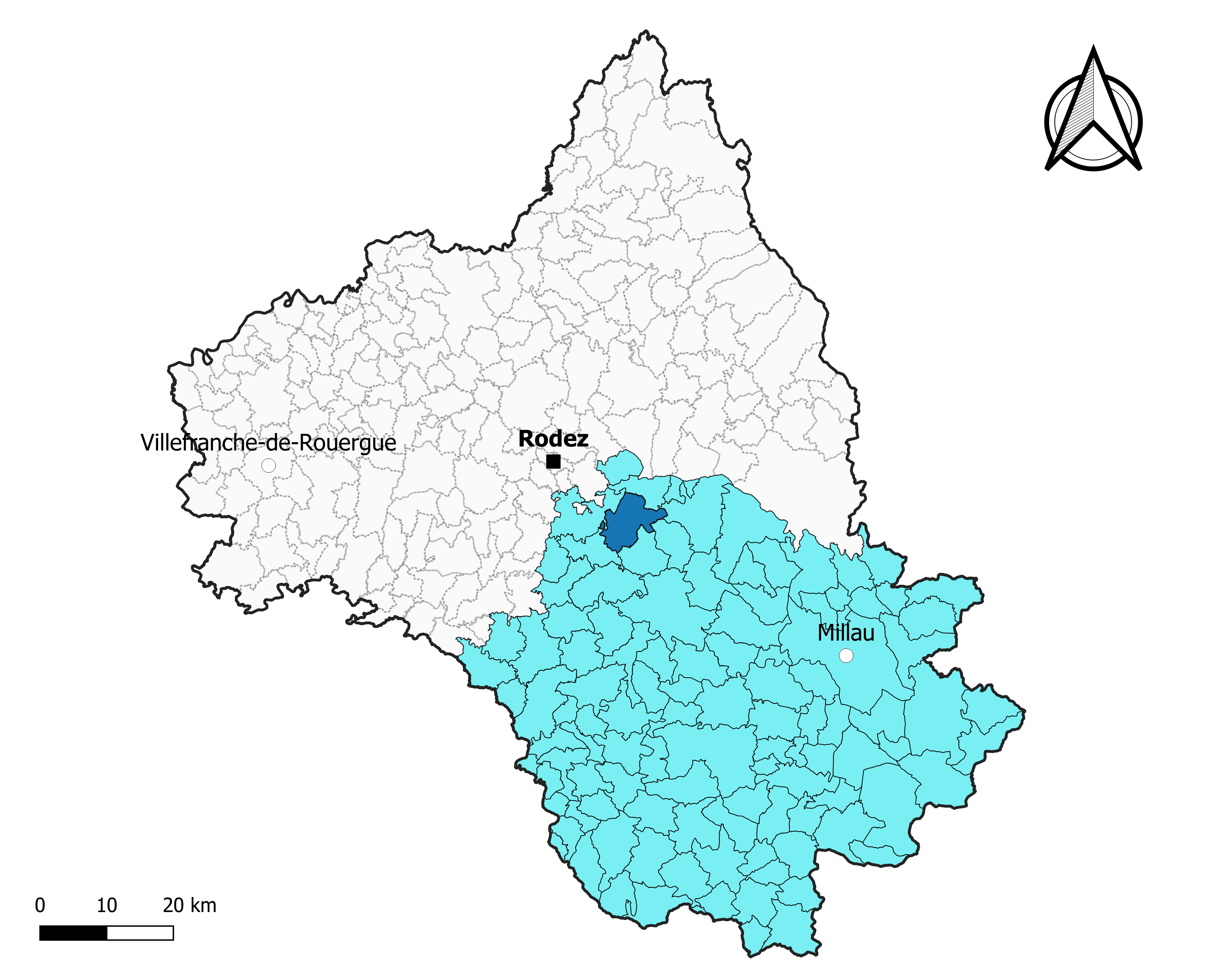
Pont-de-Salars dans l'arrondissement de Millau en 2020.

### Élections municipales et communautaires

#### Élections de 2020
| Tête de liste         | Suffrages | Pourcentage | CM | CC |
| --------------------- | --------- | ----------- | -- | -- |
| Daniel Julien         | 633       | 73,34 %     | 17 | 5  |
| Christel Sigaud-Laury | 230       | 26,65 %     | 2  | 0  |

Le conseil municipal de Pont-de-Salars, commune de plus de 1 000 habitants, est élu au scrutin proportionnel de liste à deux tours (sans aucune modification possible de la liste), pour un mandat de six ans renouvelable. Compte tenu de la population communale, le nombre de sièges à pourvoir lors des élections municipales de 2020 est de 19. Les dix-neuf conseillers municipaux sont élus au premier tour avec un taux de participation de 70,39 %, se répartissant en dix-sept issus de la liste conduite par Daniel Julien et deux issus de celle de Christel Sigaud-Laury.
Daniel Julien, maire sortant, est réélu pour un nouveau mandat le 25 mai 2020.
Les cinq sièges attribués à la commune au sein du conseil communautaire de la communauté de communes du Pays de Salars sont alloués à la liste de Daniel Julien.

#### Liste des maires
| Période                                  | Période  | Identité                   | Étiquette | Qualité             |
| ---------------------------------------- | -------- | -------------------------- | --------- | ------------------- |
| 1792                                     |          | Labit                      |           |                     |
| 1792                                     | An VIII  | Jean François de Monmotton |           |                     |
| An VIII                                  | An XIII  | Hilaire Fabre              |           |                     |
| An XIII                                  | 1816     | Joseph Viala               |           |                     |
| 1816                                     | 1828     | Jean Joseph Dornes         |           |                     |
| 1828                                     | 1832     | Antoine de Monmotton       |           |                     |
| 1832                                     | 1837     | Joseph Viala               |           |                     |
| 1837                                     | 1852     | François Viala             |           |                     |
| 1852                                     | 1864     | Antoine Devic              |           |                     |
| 1864                                     | 1871     | Hippolyte Durand           |           |                     |
| 1871                                     | 1879     | Joseph Caunac              |           |                     |
| 1879                                     | 1892     | Henri Jaoul                |           |                     |
| 1892                                     | 1912     | Germain Durand             |           |                     |
| 1912                                     | 1919     | Emile Vidal                |           |                     |
| 1919                                     | 1925     | Germain Durand             |           |                     |
| 1925                                     | 1942     | Léon Julié                 |           |                     |
| 1942                                     | 1944     | Jean Amans                 |           |                     |
| 1944                                     | 1945     | délégation spéciale        |           |                     |
| 1945                                     | 1977     | Jean Amans                 |           | conseiller général  |
| 1977                                     | 1994     | Gilbert Privat             | UDF       | conseiller général  |
| 1994                                     | 2001     | Alain Pichon               | SE        | conseiller général  |
| 2001                                     | 2008     | Anne Privat-Douls          |           |                     |
| 2008                                     | 2014     | Alain Pichon               | DVD       | conseiller général  |
| 2014                                     | En cours | Daniel Julien              | DVG       | Cadre               |
| mars 2014                                | En cours | Daniel Julien,             |           | Employé de commerce |
| Les données manquantes sont à compléter. |          |                            |           |                     |

## Démographie
L'évolution du nombre d'habitants est connue à travers les recensements de la population effectués dans la commune depuis 1793. Pour les communes de moins de 10 000 habitants, une enquête de recensement portant sur toute la population est réalisée tous les cinq ans, les populations de référence des années intermédiaires étant quant à elles estimées par interpolation ou extrapolation. Pour la commune, le premier recensement exhaustif entrant dans le cadre du nouveau dispositif a été réalisé en 2005.

En 2022, la commune comptait 1 630 habitants, en évolution de −1,57 % par rapport à 2016 (Aveyron : +0,37 %, France hors Mayotte : +2,11 %).
| 1793 | 1800 | 1806  | 1821  | 1831  | 1836  | 1841  | 1846  | 1851  |
| ---- | ---- | ----- | ----- | ----- | ----- | ----- | ----- | ----- |
| 134  | 235  | 1 740 | 1 754 | 1 258 | 1 211 | 1 215 | 1 427 | 1 457 |

| 1856  | 1861  | 1866  | 1872  | 1876  | 1881  | 1886  | 1891  | 1896  |
| ----- | ----- | ----- | ----- | ----- | ----- | ----- | ----- | ----- |
| 1 356 | 1 404 | 1 244 | 1 284 | 1 310 | 1 288 | 1 310 | 1 257 | 1 229 |

| 1901  | 1906  | 1911  | 1921  | 1926  | 1931  | 1936  | 1946  | 1954  |
| ----- | ----- | ----- | ----- | ----- | ----- | ----- | ----- | ----- |
| 1 215 | 1 228 | 1 260 | 1 111 | 1 085 | 1 134 | 1 184 | 1 110 | 1 111 |

| 1962  | 1968  | 1975  | 1982  | 1990  | 1999  | 2005  | 2006  | 2010  |
| ----- | ----- | ----- | ----- | ----- | ----- | ----- | ----- | ----- |
| 1 212 | 1 229 | 1 300 | 1 391 | 1 422 | 1 414 | 1 525 | 1 542 | 1 635 |

| 2015  | 2020  | 2022  | - | - | - | - | - | - |
| ----- | ----- | ----- | - | - | - | - | - | - |
| 1 661 | 1 632 | 1 630 | - | - | - | - | - | - |

## Économie

### Revenus
En 2018  (données Insee publiées en septembre 2021), la commune compte 624 ménages fiscaux, regroupant 1 467 personnes. La médiane du revenu disponible par unité de consommation est de 21 020 € (20 640 € dans le département).

### Emploi
| Division       | 2008  | 2013  | 2018  |
| -------------- | ----- | ----- | ----- |
| Commune        | 4 %   | 4 %   | 3,7 % |
| Département    | 5,4 % | 7,1 % | 7,1 % |
| France entière | 8,3 % | 10 %  | 10 %  |

En 2018, la population âgée de 15 à 64 ans s'élève à 979 personnes, parmi lesquelles on compte 73,9 % d'actifs (70,2 % ayant un emploi et 3,7 % de chômeurs) et 26,1 % d'inactifs,. Depuis 2008, le taux de chômage communal (au sens du recensement) des 15-64 ans est inférieur à celui de la France et du département.
La commune fait partie de la couronne de l'aire d'attraction de Rodez, du fait qu'au moins 15 % des actifs travaillent dans le pôle,. Elle compte 673 emplois en 2018, contre 718 en 2013 et 646 en 2008. Le nombre d'actifs ayant un emploi résidant dans la commune est de 697, soit un indicateur de concentration d'emploi de 96,6 % et un taux d'activité parmi les 15 ans ou plus de 52,7 %.
Sur ces 697 actifs de 15 ans ou plus ayant un emploi, 313 travaillent dans la commune, soit 45 % des habitants. Pour se rendre au travail, 80,3 % des habitants utilisent un véhicule personnel ou de fonction à quatre roues, 0,9 % les transports en commun, 10,7 % s'y rendent en deux-roues, à vélo ou à pied et 8,1 % n'ont pas besoin de transport (travail au domicile).

### Activités hors agriculture

#### Secteurs d'activités
126 établissements sont implantés  à Pont-de-Salars au 31 décembre 2019. Le tableau ci-dessous en détaille le nombre par secteur d'activité et compare les ratios avec ceux du département,.
| Secteur d'activité                                                                                        | Commune | Commune | Département |
| Secteur d'activité                                                                                        | Nombre  | %       | %           |
| --- | ------- | ------- | ----------- |
| Ensemble                                                                                                  | 126     | 100 %   | (100 %)     |
| Industrie manufacturière, industries extractives et autres                                                | 27      | 21,4 %  | (17,7 %)    |
| Construction                                                                                              | 15      | 11,9 %  | (13 %)      |
| Commerce de gros et de détail, transports, hébergement et restauration                                    | 32      | 25,4 %  | (27,5 %)    |
| Information et communication                                                                              | 1       | 0,8 %   | (1,5 %)     |
| Activités financières et d'assurance                                                                      | 4       | 3,2 %   | (3,4 %)     |
| Activités immobilières                                                                                    | 4       | 3,2 %   | (4,2 %)     |
| Activités spécialisées, scientifiques et techniques et activités de services administratifs et de soutien | 11      | 8,7 %   | (12,4 %)    |
| Administration publique, enseignement, santé humaine et action sociale                                    | 21      | 16,7 %  | (12,7 %)    |
| Autres activités de services                                                                              | 11      | 8,7 %   | (7,8 %)     |

Le secteur du commerce de gros et de détail, des transports, de l'hébergement et de la restauration est prépondérant sur la commune puisqu'il représente 25,4 % du nombre total d'établissements de la commune (32 sur les 126 entreprises implantées  à Pont-de-Salars), contre 27,5 % au niveau départemental.

#### Entreprises
Les trois entreprises ayant leur siège social sur le territoire communal qui génèrent le plus de chiffre d'affaires en 2020 sont : 
- Cecalex, supermarchés (8 261 k€) ;
- Etablissements Baulez Freres, fabrication d'aliments pour animaux de ferme (5 968 k€) ;
- Brezel, production d'électricité (47 k€).

Bien que le bourg ait profité du passage de la route royale (D 911), son économie est surtout basée sur l'agriculture. Soixante-douze fermes d'exploitation agricole contribuent grandement à faire vivre la commune (élevage de bovins pour la production de lait et de viande de vache mais aussi de brebis pour la transformation en fromage de roquefort et autres mais aussi sylviculture). Cependant depuis les années soixante, l'essor du tourisme rural, avec l'atout qu'offrent les retenues d'eau  EDF, a permis de diversifier l'économie et de contribuer à maintenir une population dans une région subissant alors un exode rural.

### Agriculture
La commune est dans le Levezou, une petite région agricole située dans le centre de l'Aveyron et constituée d'un haut plateau cristallin. En 2020, l'orientation technico-économique de l'agriculture  sur la commune est l'élevage d'équidés et/ou d' autres herbivores.
|               | 1988  | 2000  | 2010  | 2020  |
| ------------- | ----- | ----- | ----- | ----- |
| Exploitations | 72    | 55    | 59    | 52    |
| SAU (ha)      | 3 131 | 3 053 | 3 053 | 2 887 |

Le nombre d'exploitations agricoles en activité et ayant leur siège dans la commune est passé de 72 lors du recensement agricole de 1988  à 55 en 2000 puis à 59 en 2010 et enfin à 52 en 2020, soit une baisse de 28 % en 32 ans. Le même mouvement est observé à l'échelle du département qui a perdu pendant cette période 51 % de ses exploitations,. La surface agricole utilisée sur la commune a également diminué, passant de 3 131 ha en 1988 à 2 887 ha en 2020. Parallèlement la surface agricole utilisée moyenne par exploitation a augmenté, passant de 43 à 56 ha.

## Culture locale et patrimoine

### Lieux et monuments
- Église Saint-Martin de Pont-de-Salars.

### Château de Camboulas
Surplombant un méandre du Viaur se dressent les ruines d'un ancien château fort, à 6 km à l'ouest de Pont-de-Salars. Ce château, déjà occupé au XIe siècle, aurait été le siège d'une vicomté qui comprenait 107 villages. Il a été en partie réparé en 1625 puisque cinq gabions y furent construits et des meurtrière refaites. En 1646 il y avait encore un capitaine au château, le sieur de Montel. Au XVIIIe siècle, il ne restait que des ruines.

### Église Notre-Dame du Poujol
Inscrit MH (1987)

### Église Saint-Georges
Inscrit MH (1987)

### Pont de Saint-Georges

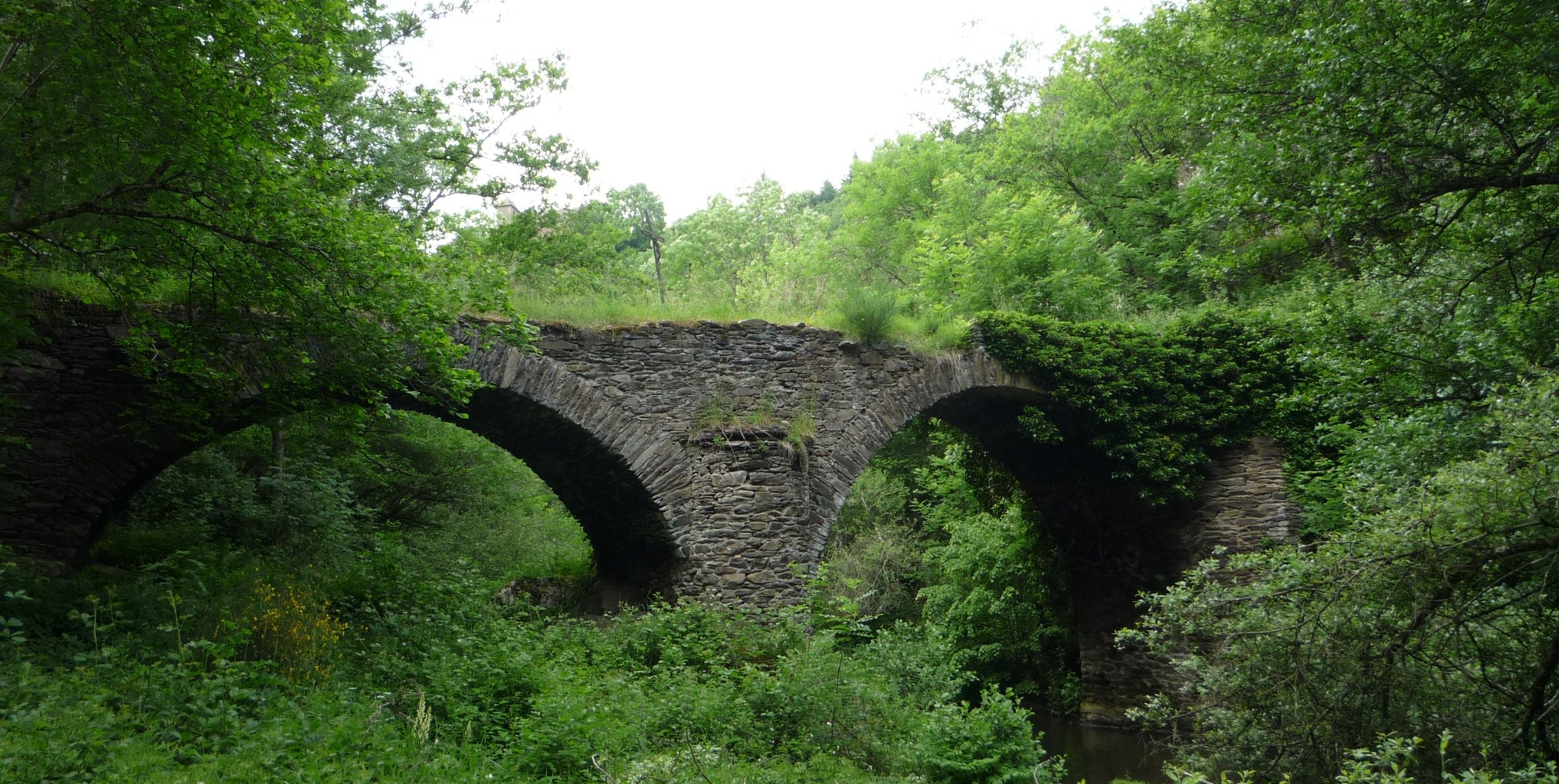
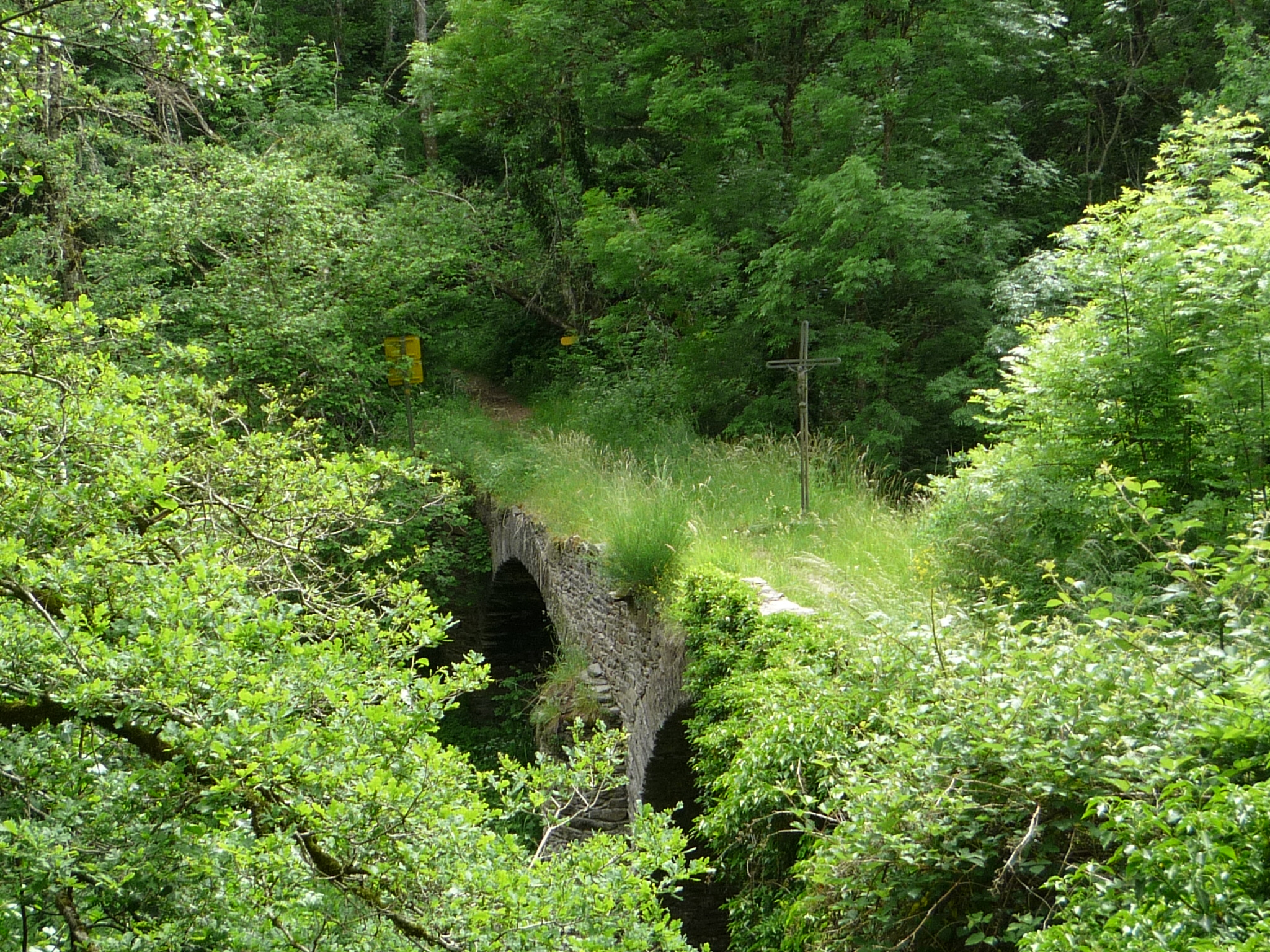

Inscrit MH (1978)

### Chapelle Notre-Dame-de-Salars
La chapelle Notre-Dame-de-Salars est très chère au cœur des salarsipontains et certains viennent y prier la Vierge Marie.

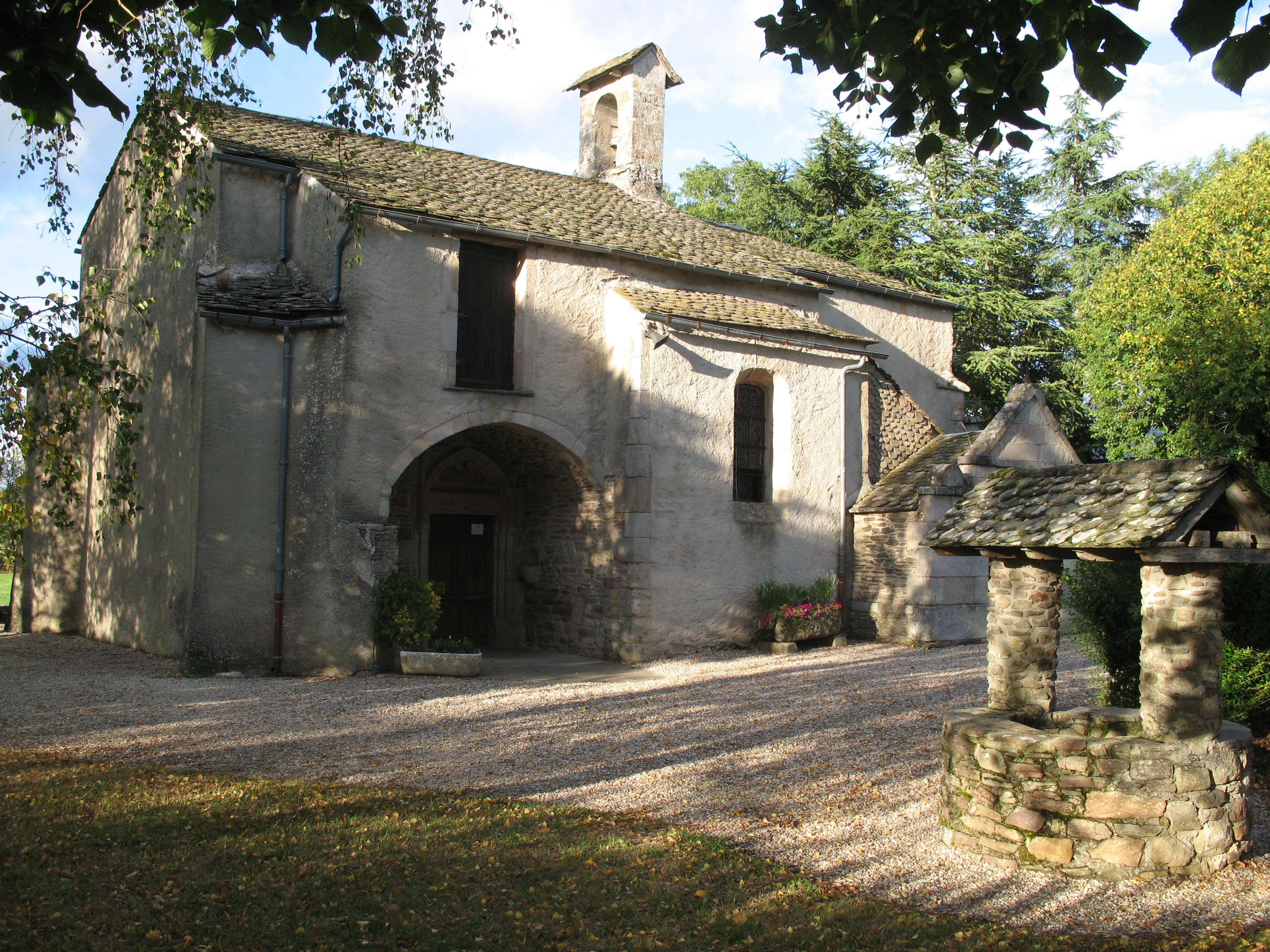

### Lacs de Pont-de-Salars et de Bage
Le lac de Pont-de-Salars et le lac de Bage attirent de nombreux estivants liés à l'importance du bourg (marché, commerces, banques). Le lac de Pont-de-Salars est bordé de deux campings, d'une base nautique ainsi que d'une plage municipale (Les Rouselleries). Le lac de Bage étant interdit à la baignade (pompage important d'EDF) est prisé des pêcheurs.

### Personnalités liées à la commune
- Joseph Dornes (1760-1812), général des armées de la République et de l'Empire, né au hameau de St Georges de Camboulas et mort à Vilnius lors de la retraite de Russie.
- Émile Pouget : révolutionnaire et syndicaliste
- Jean Amans, ancien maire de Pont-de-Salars et conseiller général. Lors de la seconde Guerre mondiale, le 29 juin 1944, maire, il sauva ses villageois, alignés contre le mur de l'église par les soldats allemands sous les ordres du chef de la Gestapo Böttger, en disant : « Je suis le chef responsable de la commune, le burmeister, je vous donne ma parole d'honneur que je ne sais pas où est le maquis. Je me porte garant de l'innocence de tous mes administrés. Prenez-moi comme otage, faites de moi ce que vous voudrez, mais ne mettez pas le feu au village ». Le collège public de Pont-de-Salars porte son nom et une place de la ville porte l'odonyme Place du 29-Juin-1944.

### Héraldique
| Blason de la commune de Pont-de-Salars | La commune de Pont-de-Salars porte : De sinople à un pont d'une arche d'argent sur une rivière fascée ondée d'argent et d'azur, surmonté d'un écusson d'or chargé d'un mors de sable à l’antique et au chef de gueules chargé de trois tiercefeuilles d'argent, ledit écusson accosté de deux truites adossées d'argent et courbées en pal. |